# Chia Jui Chen
'Chia Jui Chen o Jiarui Chen ( n. 1935) es un botánico chino, que ha trabajado extensamente en el "Instituto de Botánica", de la Academia China de las Ciencias.

## Algunas publicaciones
- Chia Jui Chen; Meghan G. Mendenhall; Billie L. Turner. 1994. "Taxonomy of Thermopsis (Fabaceae) in North America". Annals of the Missouri Botanical Garden 81 (4): 714. doi:10.2307/2399917

### Libros
- Shu-Hsia Fu, Li-Kuo Fu, Wan-Chün Cheng, Cheng-de Chu, Chi-Son Chao, Yü-Wu Law, Chia-Jui Chen, Hung-Pin Tsiu, Wen-Tsai Wang. 1978. Flora reipublicae popularis Sinicae delectis florae reipublicae popularis Sinicae agenda academiae Sinicae edita: Tom 7. Gymnospermae. Cycadales-Gnetales. Volumen 7 de Flora reipublicae popularis Sinicae. Ed. Science Press. 542 pp.
- Chia-Jui Chen, Peter C. Hoch, Peter H. Raven. 1992. Systematics of Epilobium (Onagraceae) in China. Volumen 34 de Systematic botany monographs. Ed. Am. Soc. of Plant Taxonomists. 209 pp. ISBN 0912861347
- Hsuan Keng, De-yuan Hong, Chia-Jui Chen. 1993. Orders and families of seed plants of China. Ed. World Scientific. 444 pp. ISBN 9810214812
- 1999. Biology and conservation of cycads: proceedings of the fourth International Conference on Cycad Biology held in Panzhihua, Sichuan, China, 1-5 May 1996. Ed. International Academic Publ. 415 pp. ISBN 7800034526
- 2000. Cycadaceae through Fagaceae. Volumen 4 de Flora of China. Ed. Science-Press

- La abreviatura «C.J.Chen» se emplea para indicar a Chia Jui Chen como autoridad en la descripción y clasificación científica de los vegetales.[1]